# 朝鲜民主主义人民共和国媒体
朝鲜媒体是全世界最不自由的媒体之一，所有的境內媒体均由政府控制。雖然宪法在名义上规定国民具有言论和新闻自由，但北韓當局未真正將此權利依法賦予人民，以及经常變動新闻媒體報導的資訊。其中一个典型的案例為金正日逝世，在金正日過世两日后，方有北韓媒體報導。而由當下的朝鲜领导人所金正恩表現出的迹象可以看出，他沿襲了北韓前兩任領導人，即金日成和金正日的國家統治方針。
然而，随着科技的进步，北韓民眾获取资讯的方式相較於金日成和金正日時期也更為自由。在北韓境內的手机普及率快速增长的背景下，北韓亦有諸如朝中社等媒体也建起网站供民众访问。总部设于韩国的非营利组织“朝鲜国际信息自由联盟”联合负责人兼朝鲜科技问题专家康信三说：“没有一个国家能像朝鲜那样成功地垄断、控制網際網路以及資訊獲取。”约翰·霍普金斯大学高级国际研究学院的高级研究员金永镐估计，在2017年於朝鲜的手机使用者已達400万，占朝鲜人口的六分之一，是2012年的四倍。2002年以来，“无国界记者”一直将朝鲜排在其年度“新闻自由指数”的末端。在2022年发布的最新报告中，北韓的得分為13.92，排在第180位（倒数第一）。

## 新闻自由
朝鲜宪法第67条规定朝鲜公民享有言论自由和新闻自由。然而在具體實施方面，新闻来源仍舊受到政府嚴密的控制，朝鲜政府只允许新聞媒體發表支持政府之言论或拥护朝鲜劳动党的言论。截至2020年，在无国界记者发布的“新闻自由指数”中，朝鲜位列於最后。
金正日发表的著作《伟大的新闻工作者》一书建议：“报纸上的任何文章，对领导人的崇拜是坚定不移的，新聞工作者需要崇拜且赞扬政府當局領導人是伟大的革命领袖。”正因於此，单方面資訊來源和夸大的報導措辭的現象在北韓的媒体當中尤為普遍。而在「收集和传播真实信息」方面的作用幾乎可以忽略不計，且已淪為朝鲜政權充當进行宣传的工具。
所有朝鲜记者都是劳动党党员。且計畫成為北韓記者的北韓公民必须证明自己不僅思想纯正，還來自於「在政治上可信賴的家庭」。而违反報導规定的记者，即便其違反之內容只是微小的筆誤，都将面临强迫劳动或监禁的处罚。 政府仅允许媒體發布对政府有利的新闻，其他方面諸如北韓的经济和政治问题的新闻，或来自国外的对该政权的批评等新聞，只要政府認為此新聞會對政權的穩固造成危害，禁止發布即會成為一個必然。在北韓全境之內的媒體及居民亦被禁止持有、閱讀境外書籍與接觸境外媒體，違反者將被處以重罰。
訪問北韓的外国记者在報導內容和人身自由方面受到限制、入境后会受到當局監視以及不允许记者集体入境。报纸和杂志收集的所有資訊均為朝鮮中央通訊社发表的資訊，且全境不存在任何一间私营媒体。所有北韓媒体均在以積極、正面的視角來描绘这个国度，並称自己所處之國度为“人间天堂”。不僅如此，北韓當局還鼓励人们貫徹實行“符合社会主义的生活方式”，譬如在節目《讓我們理髮以符合社會主義生活方式》中反對男性留長髮，節目給出的解釋是：頭髮生長時會消耗腦部及身體其餘部份的營養素，因此會致使男性的智力下降。

## 个人崇拜

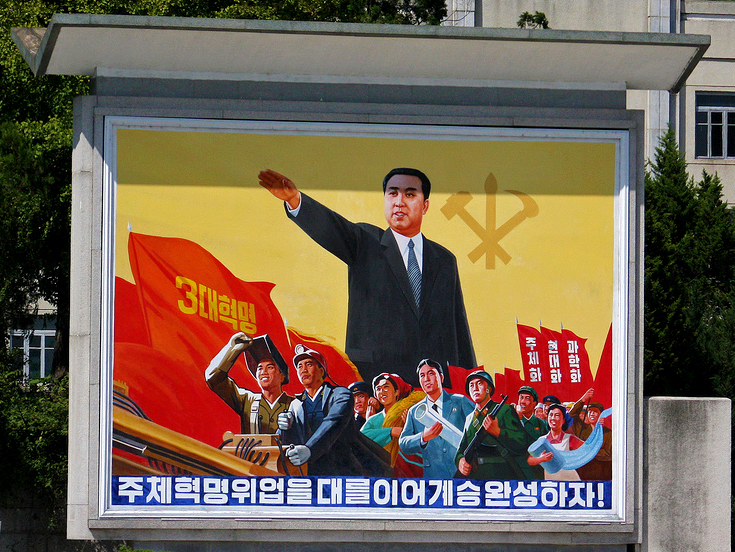
媒体对金日成的个人崇拜

自北韓建政以来，當局就在一直秉持著對金氏家族的个人崇拜。朝鲜媒体會经常报道已故领导人金正日的活动，并定期彙報其日常活动，其中還包括对北韓建國元勳金日成的“祈祷”。在更早之前，媒体會将“亲爱的领袖”作為對金正日的稱呼，而该短語已於2004年起在金正日的个人崇拜稱謂方面停止使用。然而，回溯至1981年1月，即金正日参政的最初几个月中的一项调查显示：媒体普遍關注於當時朝鲜的经济，而不是對當局領導人的個人崇拜，在当年有60％～70％的媒体报道都著眼於经济。此外，在1981年1月至9月期间，《劳动新闻》亦有54％的社论提到经济问题，而在涉及的其他議題中，有20％涉及政治、10％涉及南北韓的统一和4％涉及外交。
時過境遷，當下的所有迹象均表明：在北韓的第三任现任领导人金正恩的统治下，北韓的領袖個人崇拜氛圍未見改變。其中一個範例為：在金正恩的父亲逝世后不久，他就被冠以“伟大的继任者”名號。
北韓大约90％對外廣播都含有政治宣傳內容，用於播報金正日在海外出版的作品以及展現北韓派遣至全球的各类学术团体面貌，這些資訊致使北韓境內的民眾對北韓境外的認知與北韓境外的實際情況產生了巨大的偏差。例如：金正日2001年8月到訪俄罗斯时，朝鲜官方媒体报道俄罗斯方面對金正日的此次來訪「感到由衷的敬畏」，且對金正日「止雨出陽」的能力致以崇高的敬意。

## 國內與国际新闻

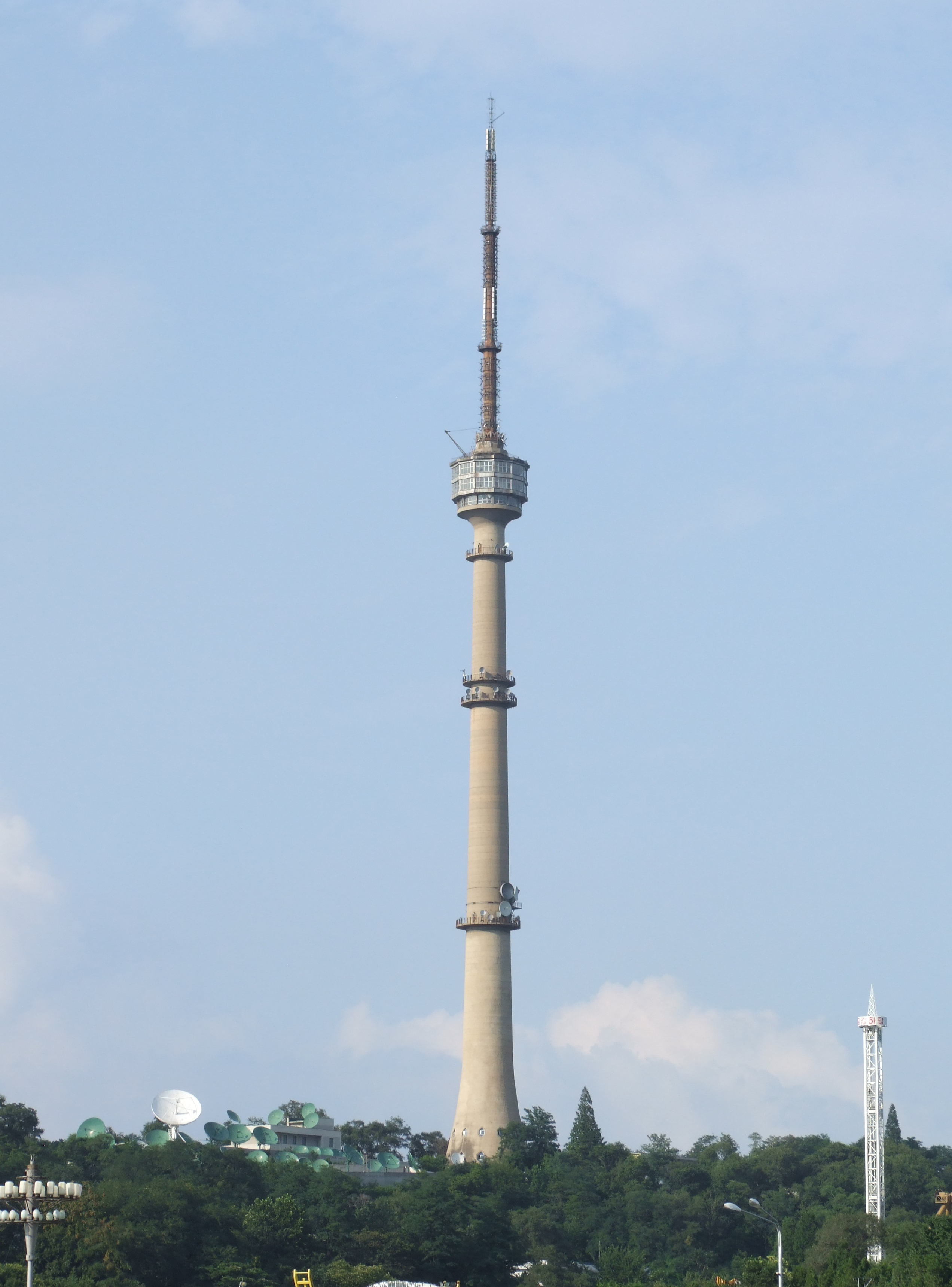
平壤电视塔

北韓媒體在針對國內事件與國際議題的報導之對比鮮明程度，以至於出現「金日成认识到這些報導可以欺骗北韓民眾對外界以及或者外界對北韓的看法」的傳言。在通常情況下，國際新聞会直接发表至北韓境外，且不允许北韓民眾得知，而其他新聞報導只会在北韓境內发布，外界一般也無從得知。
即便朝鲜媒体有時会报道一些国际新闻，但經常性忽略諸多细节，且篇幅被大幅壓縮，抑或是於事后数日才对外发表，例如：2004年龙川火车站爆炸事件。而關於報導之內容，在報導被正式發表前已是婦孺皆知的機密。北韓境內所有媒體針對境內議題均保持沉默的立場，不僅未曾报道過政府所实施的经济改革，例如：增加工资和食品价格，還極少提及金正日，直到他在1980年担任朝鮮勞動黨中央委員會政治局委員职务之後以及北韓发射导弹之時。在資訊獲取受限這一方面，不仅北韓百姓如此，北韓的政府官员同樣有獲取限制，具體取決於官員品級。
相比之下，南北韓统一議題就長期存在於北韓的新聞報導中，而國外的“迫在眉睫的攻击”對國內所产生的“威胁”議題亦是如此。最近幾年，北韓媒体對北韓发射卫星的消息進行之報導尤為翔實，其目的是表明北韓的“经济实力”。在政治宣傳無孔不入的宏觀氛圍下，負面新聞被媒體報導的頻率極低，然而在极罕見情况下，朝鲜各媒体均承认發生於1990年代的饥荒和粮食短缺這一既定事實。
在此氛圍下的新聞宣傳於支持韩国反政府示威活动中发挥了不可或缺的作用。因此在1980年代后期，當局发起一场“對南政治宣传”，敦促南韓民眾「不让步、不妥协地反对『政府』」，並散布大量虚假資訊，将南韓民眾的游行示威描绘成「為实现共产主义而奮鬥」，然而这些由南韓民眾所發起的示威之本意，是想讓自由民主成為現實。北韓媒体同時长期支持韩国反政府组织，通過引述相關韩国民间人士和組織機構的言辭，進而对韩国法律和政策予以批评， 一邊強烈谴责南韓政府的“镇压行动”，另一邊呼籲南韓公民要具有夺回他们的民主和言论自由的勇氣。數據統計顯示：从2009年1月1日至2009年6月22日經由朝鲜媒体发表，涉及批评韩国总统的报道共計1700篇，平均每日有9.9篇報導釋出。
在北韓與蘇聯关系紧张的赫鲁晓夫时期，朝鲜媒体经常公开转载批评苏联的文章，这些文章大多以朝鲜政府官员署名。後來這些文章隨著北韓與蘇聯之間的关系的改善而逐漸消失。並且在接下来的几年中，無论是北韓媒體還是苏联媒体，都会淡化北韓與蘇聯之間的敏感信息。

## 報刊雜誌

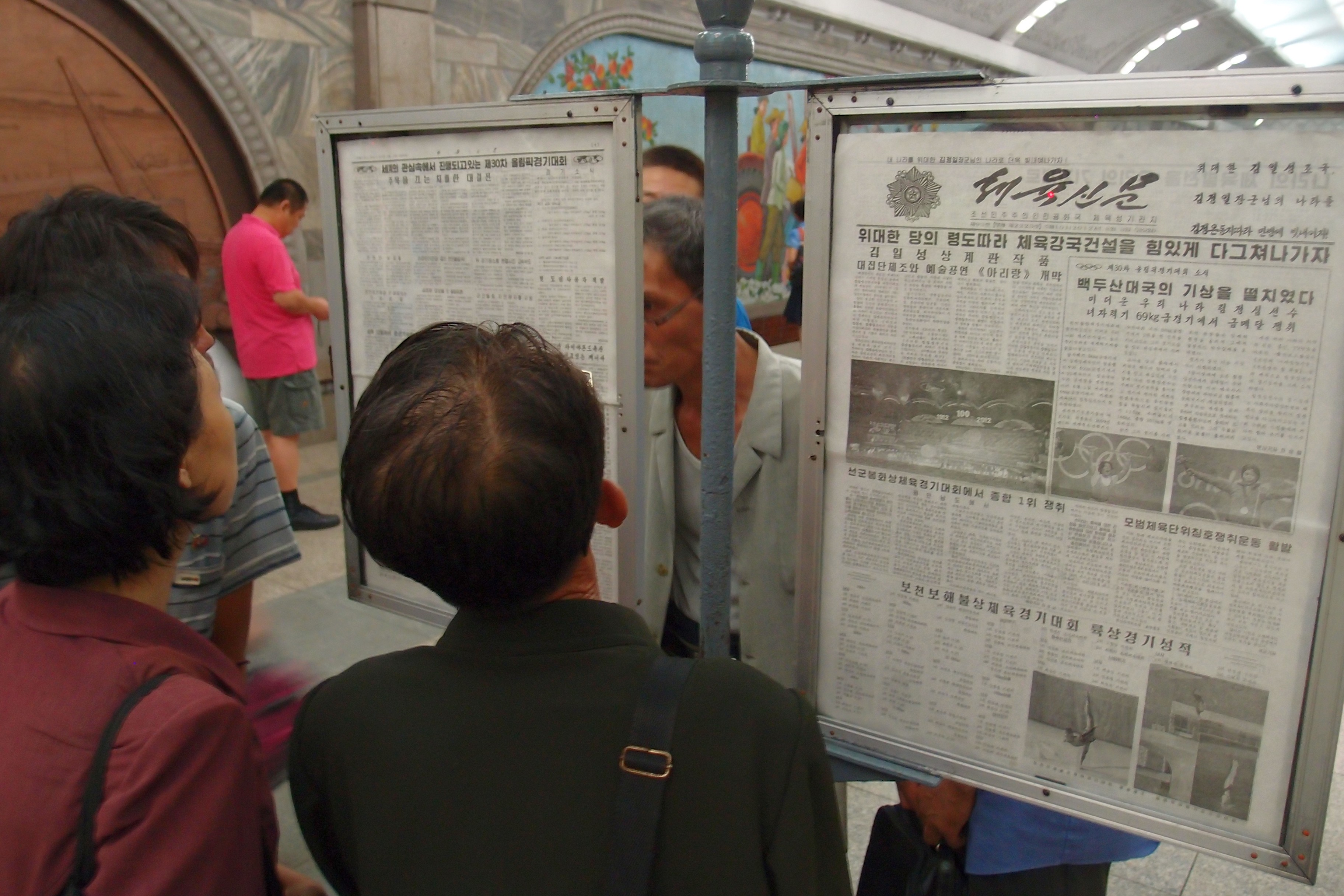
平壤的公共报纸阅读台

朝鲜有12种报纸和20种期刊雜誌，这些报刊雜誌均在平壤出版，並且由北韓境外出版的報刊雜誌在平壤無法於民間取得。北韓媒體在每年新年伊始均會以朝鮮中央通訊社為其代表發表一篇新年社論，而國際媒體也會在此時關注社論發表的內容。
北韓境內出版的报纸包括：
- 《劳动新闻》（朝鲜劳动党中央委员会的党报）
- 《朝鲜人民军》
- 《民主朝鲜》
- 《劳动者新闻》
- 《平壤新聞》
- 《平壤时报》（印刷語言為英語，並只在平壤發行）[39]

有一部分的北韓記者曾在中国接受過过秘密训练，進而具有能夠暗中报道朝鲜內幕事件的能力。2007年11月，《臨津江》杂志刊出第一版，於北韓境內和北韓周邊國度秘密發行，雜誌披露了北韓的经济和政治實況。這些记者同時向韩国和日本媒体提供了北韓當局公开处决罪犯的影片。

## 電視與廣播
朝鲜的电视和广播由朝鲜中央广播委员会（於2009年更名朝鲜广播电视委员会）管理。在北韓境內售賣的收音机和电视机已经过特殊处理，并且購買時必须向警察登记。即便部分朝鲜民眾具有可以接收外国电台的收音设备，這些可以接收的設備多數由中國生產， 然而朝鲜法律明文规定：禁止收听国外广播。
北韓政府设立了四条电视频道：朝鲜中央电视台，万寿台电视台（仅限万方IPTV订户），龙南山电视台  （原朝鮮教育文化電視台）和朝鲜体育电视台 （2015年8月15日开播）中央电视台在通常情況下只在平壤时间（UTC+9）15:00开播。在周末、国定假日、朝鲜领导人生日或忌日以及重大事件發生等情況下，会提前至平壤时间（UTC+9）08:00开播。
朝鲜的新聞因主持人播報的聲調而闻名，例如在1974年至2012年期间朝鲜中央电视台的新闻主播李春姬。她因為在赞扬国家领导人时使用的热情洋溢的语气，以及她在谴责被视为敌视北韓政權的国家时所使用的憎惡詞彙而尤為出名。而有一部分的脱北者群體注意到她与韩国新闻主播的播报风格大相徑庭。

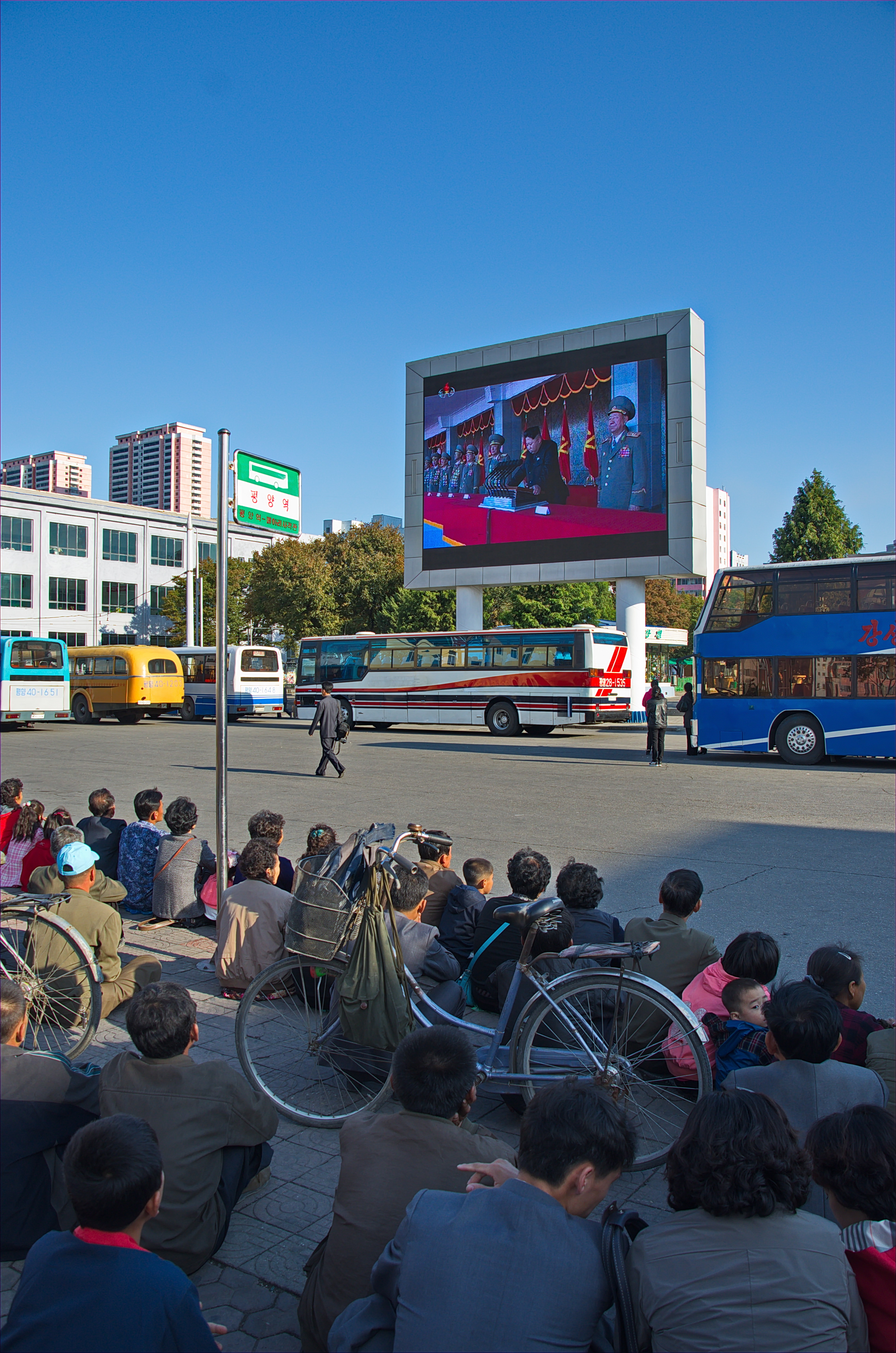
平壤的露天电视

朝鲜所有的广播电视媒体均在以各种方式來宣传北韓當局的意识形态和立场，例如其主体思想。并定期發表谴责韩国、日本、中国、以色列、美国和其他国家对朝鲜的制裁或禁制的社論。近年来，朝鲜媒体亦谴责联合国对其執行的制裁和对朝鲜核计划持有反對的立场。尽管部分本地品牌的广告会出现在万寿台电视台，然而朝鲜的广播和电视一般不会播出商业广告。
鑒於北韓的经济条件以及电视播出时间均受限，无线电广播成為北韓境內使用广泛最廣的媒体。截至2006年，北韓擁有16个调幅电台，14个调频电台和11个短波电台，主要的广播电台是平壤FM电台，朝鲜之声和朝鲜中央广播电台。此外还有一个名为政宣之聲（Propaganda Radio）的黑色宣傳电台，有傳聞言此电台的信号源来自南韓。鑒於北韓当局將對北廣播的境外媒体稱为“国家政權的敌人”，因此尽管情况可能不盡相同，然而针对朝鲜的外国广播电台经常會受到當局干扰。
對於高度政治敏感的内容資訊，獲取方式只能通过有线广播，因此有线广播也被朝鲜民眾称为“第三广播”。
由于电视制式（朝鲜采用PAL/DVB-T2，而韩国采用NTSC/ATSC ）与电视设备不兼容，因此无法在朝鲜接收韩国电视节目，反之亦然。根據脱北者的描述，韩剧和好莱坞电影即便被當局視為外患，並在北韓境內受到严格限制，然而在北韓坊間這些影劇在以爆炸性的速度傳播。截至2011年， 闪存盘在朝鲜的需求持续增加，它们主要用於民眾滿足在个人電腦上观看韩剧和电影的需求。
朝鲜的广播在韩国受到统一部的监视，此机构部門负责協調南北之間的关系和兩地媒体交流。
部分亲朝团体以及脱北者會在互联网上提供朝鲜电视台和广播的录音、录像或实況直播。
据报道，2016年8月朝鲜推出了和Netflix类似的流媒体服务，被称为万方，平台通过机顶盒以流媒体形式提供直播电视，点播视频和报纸文章服务（报纸为《劳动新闻》 ）。朝鲜中央电视台宣称此设备不受无线电干扰。

## 互联网
朝鲜的互联网只会在平壤指定的网吧或酒店向外国游客提供，而對於北韓民眾而言，只有在进行国际业务时才能接入互聯網。幾乎所有由朝鲜產生的互联网流量，都经过中国。朝鲜的普通民众无法访问互联网，只能访问由政府建立的內聯網：光明网（：／ Kwangmyongmang）。由于政府对民間使用互联网的限制，北韓本身在互联网上提供的功能十分有限，進而隸屬於.kp顶级域名中的所有站点均由政府注册。雖然朝鲜试图吸引外资進入北韓境內，然而北韓政府所執行的审查制度卻嚴控外国资讯進入朝鲜境內。

## 电子游戏
2019年9月，朝鲜一国營企业发布名为“牡丹峰”（：／ Moranbong */?）的电子游戏设备，發布的系统疑似擁有与任天堂Wii和PlayStation Move相同的功能，並具有两个与Wii控制器外观相仿的控制杆、一个与Kinect外观相仿的动作捕捉器以及一个能夠检测脚部动作的检测垫。並且，「牡丹峰」系統亦參照了執行於小霸王G80的系統，而後者由中國開發，並執行於Android OS之上。

## 境外資訊
儘管北韓當局以嚴苛的禁令和殘酷的刑罰以防止北韓民眾接收到外界資訊，但仍然有包括菁英人士，數量可觀的北韓民眾不但可以訪問及阅览受政府控制的媒體外，還可訪問及阅览北韓境外的资讯和媒体。並且除互联网外，收音機和DVD亦为北韓民眾得知外界資訊的渠道，而在北韓和南韓或中國與北韓的邊界，電視也可以成為獲取外界資訊的一個渠道。据粗略估測，每月约有92％的北韓民眾至少會接觸一次來自北韓境外的資訊。
鑒於南北對峙以及中國與北韓的關係，因此當局對於收看韩国广播电视节目的北韓民眾所祭出之懲處，相较于收看中国大陆广播电视节目的北韓民眾可能會更为严重。而在反动思想文化排击法實行之後，觀看南韓電視劇可被最高判處無期勞動教化刑或死刑。

## 延伸阅读
- Chong, Bong-uk. (1995). North Korea, the land that never changes: before and after Kim Il-sung. Naewoe Press.
- Clippinger, Morgan E. (1981). "Kim Chong-il in the North Korean Mass Media: A Study of Semi-Esoteric Communication." Asian Survey. 21(3), 289—309.
- Djankov, Simeon; McLeish, Caralee; Nenova, Tatiana & Shleifer, Andrei. (2003). "Who owns the media? （页面存档备份，存于）" Journal of Law and Economics. 46, pp. 341–381.
- Ford, G.; Kwon, S. (2008). North Korea on the brink: struggle for survival. Pluto Press. ISBN 978-0-7453-2598-9.
- Goodkind, Daniel; West, Loraine. (2001). "The North Korean Famine and Its Demographic Impact." Population and Development Review. 27(2), 219—238.
- Hassig, Kongdan Oh; Bermudez Jr, Joseph S.; Gause, Kenneth E.; Hassig, Ralph C.; Mansorov, Alexandre Y.; Smith, David J. (2004). "North Korean Policy Elites （页面存档备份，存于）." Institute for Defense Analysis..
- Hodge, Homer T. (2003). "North Korea's Military Strategy." Parameters. 33.
- Kim, Mike. (2008). Escaping North Korea: Defiance and Hope in the World's Most Repressive Country. Rowman & Littlefield. ISBN 978-0-7425-5620-1.
- Kim, Samuel S. (2006). The two Koreas and the great powers. Cambridge University Press. ISBN 978-0-521-66063-1.
- Kun, Joseph H. (1967). "North Korea: Between Moscow and Peking." The China Quarterly. 31, 48—58.
- Hunter, Helen-Louise. (1999). Kim Il-song's North Korea. Greenwood Publishing Group. ISBN 978-0-275-96296-8.
- Marshall Cavendish Corporation; Macdonald, Fiona; Stacey, Gillian; Steele, Phillip. (2004). Peoples of Eastern Asia. Marshall Cavendish. ISBN 978-0-7614-7553-8.
- Oh, Kang Dong & Hassig, Ralph C. (2000). North Korea through the looking glass. Brookings Institution Press. ISBN 978-0-8157-6435-9.
- Pervis, Larinda B. (2007). North Korea Issues: Nuclear Posturing, Saber Rattling, and International Mischief. Nova Science Publishers. ISBN 978-1-60021-655-8.
- Pinkston, Daniel A. (2003). "Domestic politics and stakeholders in the North Korean missile development program." The Nonproliferation Review. 10(2), 51—65.
- Quick, Amanda, C. (2003). World Press Encyclopedia: N-Z, index. Gale. ISBN 978-0-7876-5584-6.
- Savada, Andrea Matles. (1994). North Korea: A Country Study. Washington, D.C.: Federal Research Division Library of Congress. ISBN 0-8444-0794-1.
- Shin, Rin-Sup. (1982). "North Korea in 1981: First Year for De Facto Successor Kim Jong Il." Asian Survey. 22(1), 99—106.
- Zagoria, Donald S. (1977). "Korea's Future: Moscow's Perspective." Asian Survey. 17(11), 1103—1112.
- Zhebbin, Alexander. (1995). "Russia and North Korea: An Emerging, Uneasy Partnership." Asian Survey. 35(8), 726—739.

### 报纸
- 劳动新闻 （页面存档备份，存于）
- 朝鲜中央通讯社上的劳动新闻 （页面存档备份，存于）（韓語）
- 朝鲜人民（服务器位于日本）
- Choson Sinbo （页面存档备份，存于） （日語） （服务器位于日本）

### 针对外国观众的朝鲜在线媒体
- Uriminzokkiri （页面存档备份，存于） （我们民族之间）
- Uriminzokkiri （页面存档备份，存于）
- 朝鲜电视节目 （页面存档备份，存于）（韩语和英语字幕）

### 针对朝鲜的外国媒体
- 自由亚洲电台 （页面存档备份，存于）
- 每日朝鲜

- 互联网敌人：朝鲜，无国界记者